# Pipiza inornata
Pipiza inornata är en tvåvingeart som beskrevs av Matsumura 1916. Pipiza inornata ingår i släktet gallblomflugor, och familjen blomflugor. Inga underarter finns listade i Catalogue of Life.